# Нидерланды на летних Олимпийских играх 2000
Нидерланды на летних Олимпийских играх 2000 были представлены 231 спортсменом.
По количеству золотых медалей сборная Голландии показала лучший результат за всю историю свои выступлений на Олимпийских играх. Наибольшее количество медалей было завоёвано в плавательном бассейне.

## Золото
| Золото | |                                                |
| №      | Спортсмены | Вид спорта (дисциплина)                        |
| 1      | Леонтьен Зийлард | Велоспорт (групповая гонка)                    |
| 2      | Леонтьен Зийлард | Велоспорт (раздельная гонка)                   |
| 3      | Леонтьен Зийлард | Велоспорт (индивидуальная гонка преследования) |
| 4      | Марк Хёйзинга | Дзюдо (до 90 кг)                               |
| 5      | Анке ван Грюнсвен | Конный спорт (конкур)                          |
| 6      | Йероен Дюббельдам | Конный спорт (выездка)                         |
| 7      | Питер ван ден Хогенбанд | Плавание (100 м, вольный стиль)                |
| 8      | Питер ван ден Хогенбанд | Плавание (200 м, вольный стиль)                |
| 9      | Инге Де Брюин | Плавание (50 м, вольный стиль)                 |
| 10     | Инге Де Брюин | Плавание (100 м, вольный стиль)                |
| 11     | Инге Де Брюин | Плавание (100 м, баттерфляй)                   |
| 12     | Жак Бринкман, Йероен Делме, Дерк-Яап Бума, Мартен Эйкелбом, Пит Герис, Эрик Язет, Рональд Янсен, Брам Ломанс, Тён Де Нойер, Ваутер ван Пелт, Стефан Вен, Гус Вогельс, Петер Виндт, Дидерик ван Виль, Сандер ван дер Виде, Ремко ван Вийк | Хоккей на траве (мужчины)                      |

## Серебро
| Серебро | |                                        |
| №       | Спортсмены | Вид спорта (дисциплина)                |
| 1       | Пита ван Дишук Эке ван Нес | Академическая гребля (двойка парная)   |
| 2       | Михил Бартман Дирк Липпитс Дидерик Симон Йохем Верберн                                                                                      | Академическая гребля (четвёрка парная) |
| 3       | Пита ван Дишоек, Эке ван Нес, Тесса Аппельдорн, Карин тер Бик, Элен Мейер, Неллеке Пеннинкс, Мартинтье Квик, Аннеке Венема, Марик Вестерхоф | Академическая гребля (восьмёрка)       |
| 4       | Леонтьен Зийлард | Велоспорт (гонка по очкам)             |
| 5       | Альберт Ворн | Конный спорт (конкур)                  |
| 6       | Арьен Теувиссен Коби ван Бален Эллен Бонтье Анке ван Грюнсвен                                                                               | Конный спорт (конкур)                  |
| 7       | Маргрит Матьессе | Парусный спорт (класс Европа)          |
| 8       | Манон ван Ройен Вильма ван Рейн Инге Де Брюин Тамар Хеннекен Шанталь Грот (предв.)                                                          | Плавание (4х100 м, вольный стиль)      |
| 9       | Кристи Богерт Мириам Ореманс | Теннис (пары, женщины)                 |

## Бронза
| Бронза | |                                        |
| №      | Спортсмены | Вид спорта (дисциплина)                |
| 1      | Питер ван ден Хогенбанд | Плавание (50 м, вольный стиль)         |
| 2      | Питер ван ден Хогенбанд Йохан Кенкхёйс Марсель Вауда Мартин Зёйдвег Марк ван ден Зейден (предв.) | Плавание (4х200 м, вольный стиль)      |
| 3      | Витс ван Альтен | Стрельба из лука (личные соревнования) |
| 4      | Минке Бой, Диллиан ван ден Богард, Агет Бомгардт, Юли Дейтерс, Мейнтье Доннерс, Флёр ван де Кифт, Фатима Морейра де Мело, Кларинда Синниге, Ханнеке Смаберс, Минке Смабрес, Маргье Теувен, Кароль Тат, Дафн Таув, Маха ван дер Варт, Мирна Венстра, Сюзан ван дер Вилен | Хоккей на траве (женщины)              |

## Результаты соревнований

### Академическая гребля
В следующий раунд из каждого заезда проходили несколько лучших экипажей (в зависимости от дисциплины). В финал A выходили 6 сильнейших экипажей, остальные разыгрывали места в утешительных финалах B-D.
Мужчины
| Соревнование | Спортсмены      | Предварительный заезд | Предварительный заезд | Предварительный заезд | Отборочный заезд | Отборочный заезд | Отборочный заезд | Полуфинал     | Полуфинал     | Полуфинал     | Финал   | Финал   | Итоговое место |
| Соревнование | Спортсмены      | Заезд                 | Время                 | Место                 | Заезд            | Время            | Место            | Заезд         | Время         | Место         | Время   | Место   | Итоговое место |
| ------------ | --------------- | --------------------- | --------------------- | --------------------- | ---------------- | ---------------- | ---------------- | ------------- | ------------- | ------------- | ------- | ------- | -------------- |
| одиночки     | Герард Эгермерс | 4                     | 7:05,48               | 2                     | 4                | 7:04,25          | 1 Q              | Полуфинал A/B | Полуфинал A/B | Полуфинал A/B | Финал B | Финал B | 7              |
| одиночки     | Герард Эгермерс | 4                     | 7:05,48               | 2                     | 4                | 7:04,25          | 1 Q              | 1             | 7:07,14       | 4             | 6:55,29 | 1       | 7              |

### Бадминтон
Женщины
| Спортсмены                      | Соревнование  | 1/32 финала   | 1/16 финала    | 1/8 финала                                        | Четвертьфинал                              | Полуфинал             | Финал Матч за 3-е место | Место |
| Спортсмены                      | Соревнование  | Соперник Счёт | Соперник Счёт  | Соперник Счёт                                     | Соперник Счёт                              | Соперник Счёт         | Соперник Счёт           | Место |
| ------------------------------- | ------------- | ------------- | -------------- | ------------------------------------------------- | ------------------------------------------ | --------------------- | ----------------------- | ----- |
| Лотте Йонатанс Николь ван Хорен | Парный разряд |               | Не участвовали | Николь Гретер Карен Штехман (GER) Поб. 15-7, 15-4 | Хуан Наньян Ян Вэй (CHN) Пор. 10-15, 12-15 | Завершили выступление | Завершили выступление   | 5     |

### Дзюдо
Спортсменов — 5
Соревнования по дзюдо проводились по системе на выбывание. В утешительные раунды попадали спортсмены, проигравшие полуфиналистам турнира. Два спортсмена, одержавших победу в утешительном раунде, в поединке за бронзу сражались с проигравшими в полуфинале.
Мужчины
| Соревнование | Спортсмены        | Первый раунд       | Второй раунд                      | 1/8 финала                           | Четвертьфинал                     | Полуфинал                    | Финал                              | Место |
| Соревнование | Спортсмены        | Соперник Результат | Соперник Результат                | Соперник Результат                   | Соперник Результат                | Соперник Результат           | Соперник Результат                 | Место |
| ------------ | ----------------- | ------------------ | --------------------------------- | ------------------------------------ | --------------------------------- | ---------------------------- | ---------------------------------- | ----- |
| до 66 кг     | Патрик ван Калкен | Не участвовал      | П. Нямлхагва (MGL) В 0001 — 0001  | Ю. Накамура (JPN) В 1100 — 0020      | И. Баглаев (KAZ) В 1000 — 0010    | Х. Озкан (TUR) П 0010 — 0120 | Утешительный турнир                | 5     |
| до 66 кг     | Патрик ван Калкен | Не участвовал      | П. Нямлхагва (MGL) В 0001 — 0001  | Ю. Накамура (JPN) В 1100 — 0020      | И. Баглаев (KAZ) В 1000 — 0010    | Х. Озкан (TUR) П 0010 — 0120 | Г. Вазагашвили (GEO) П 0110 — 0210 | 5     |
| до 81 кг     | Мартен Аренс      | Не участвовал      | Джамель Бурас (FRA) П 0001 — 1001 | Утешительный турнир                  | Утешительный турнир               | Завершил выступление         | Завершил выступление               | 9     |
| до 81 кг     | Мартен Аренс      | Не участвовал      | Джамель Бурас (FRA) П 0001 — 1001 | Габриэль Артеага (CUB) В 0001 — 0000 | Квак Ок Чхоль (PRK) П 0010 — 1100 | Завершил выступление         | Завершил выступление               | 9     |

Женщины
| Спортсмен          | Категория | 1/16               | 1/8                             | Четвертьфиналы     | Полуфиналы         | Первый доп. раунд                   | Утешительный четвертьфинал              | Утешительный полуфинал            | За 3 место Финал                | Место |
| Спортсмен          | Категория | Соперник Результат | Соперник Результат              | Соперник Результат | Соперник Результат | Соперник Результат                  | Соперник Результат                      | Соперник Результат                | Соперник Результат              | Место |
| ------------------ | --------- | ------------------ | ------------------------------- | ------------------ | ------------------ | ----------------------------------- | --------------------------------------- | --------------------------------- | ------------------------------- | ----- |
| Дебора Гравенстейн | до 52 кг  |                    | Ке Сунхи (PRK) пор. 0001 — 0100 | Не прошла          | Не прошла          | Хилари Вольф (USA) поб. 0100 — 0011 | Ребекка Салливан (AUS) поб. 1011 — 0010 | Мирен Леон (ESP) поб. 1000 — 0000 | Ли Юйсян (CHN) пор. 0000 — 1011 | 5     |

| Соревнование | Спортсмены       | Первый раунд                  | 1/8 финала                       | Четвертьфинал         | Полуфинал             | Финал                 | Место |
| Соревнование | Спортсмены       | Соперник Результат            | Соперник Результат               | Соперник Результат    | Соперник Результат    | Соперник Результат    | Место |
| ------------ | ---------------- | ----------------------------- | -------------------------------- | --------------------- | --------------------- | --------------------- | ----- |
| до 57 кг     | Джессика Галь    | Л. Кристя (MDA) В 0010 — 0002 | П. Андерссон (SWE) П 0000 — 0000 | Завершила выступление | Завершила выступление | Завершила выступление | —     |
| до 63 кг     | Даниэлле Вризема | В. Исии (BRA) П 0000 — 1000   | Завершила выступление            | Завершила выступление | Завершила выступление | Завершила выступление | —     |

### Плавание
Спортсменов — 17
В следующий раунд на каждой дистанции проходили лучшие спортсмены по времени, независимо от места занятого в своём заплыве.
Мужчины
| Спортсмен                                           | Соревнование          | Предварительные заплывы | Предварительные заплывы | Полуфиналы           | Полуфиналы           | Финал                 | Финал                 |
| Спортсмен                                           | Соревнование          | Результат               | Место                   | Результат            | Место                | Результат             | Место                 |
| --------------------------------------------------- | --------------------- | ----------------------- | ----------------------- | -------------------- | -------------------- | --------------------- | --------------------- |
| Питер ван ден Хогенбанд                             | 200 м вольный стиль   | 1:46,71                 | 2                       | 1:45,35 (WR)         | 1                    | 1:45,35 (=WR)         | 1                     |
| Мартейн Зёйдвег                                     | 200 м вольный стиль   | 1:50,37                 | 19                      | Завершил выступления | Завершил выступления | Завершил выступления  | Завершил выступления  |
| Стефан Артсен                                       | 100 м баттерфляй      | 53,81                   | 16                      | 53,81                | 16                   | Завершил выступления  | Завершил выступления  |
| Стефан Артсен                                       | 200 м баттерфляй      | 1:58,89                 | 13                      | 1:58,66              | 14                   | Завершил выступления  | Завершил выступления  |
| Марсель Вауда                                       | 100 м брасс           | 1:02,00                 | 8                       | 1:01,94              | 13                   | Завершил выступления  | Завершил выступления  |
| Марк Вэнс Деннис Рейнбэк Эваут Холст Йохан Кенкхёйс | 4х100 м вольный стиль | DSQ                     | -                       |                      |                      | Завершили выступления | Завершили выступления |

Женщины
| Спортсменка                                                                | Соревнование          | Предварительные заплывы | Предварительные заплывы | Полуфиналы            | Полуфиналы            | Финал                 | Финал                 |
| Спортсменка                                                                | Соревнование          | Результат               | Место                   | Результат             | Место                 | Результат             | Место                 |
| -------------------------------------------------------------------------- | --------------------- | ----------------------- | ----------------------- | --------------------- | --------------------- | --------------------- | --------------------- |
| Карла Гёртс                                                                | 400 м вольным стилем  | 4:10,86                 | 8                       |                       |                       | 4:12,36               | 7                     |
| Кирстен Вилегхёйс                                                          | 400 м вольным стилем  | 4:11,87                 | 10                      |                       |                       | Завершила выступления | Завершила выступления |
| Инге Де Брюин                                                              | 100 м баттерфляем     | 57,60 (OR)              | 1                       | 57,14 (OR)            | 1                     | 56,60 (WR)            |                       |
| Бренда Старинк                                                             | 100 м на спине        | 1:05,93                 | 34                      | Завершила выступления | Завершила выступления | Завершила выступления | Завершила выступления |
| Маделон Банс                                                               | 100 м брасс           | 1:10,47                 | 16                      | 1:10,44               | 15                    | Завершила выступления | Завершила выступления |
| Манон ван Ройен Вильма ван Рейн Инге Де Брюин Тамар Хеннекен Шанталь Грот* | 4х100 м вольный стиль | 3:42,32                 | 5                       |                       |                       | 3:39,83               |                       |

*—участвовали только в предварительном заплыве

### Триатлон
Спортсменов — 6
Триатлон дебютировал в программе летних Олимпийских игр. Соревнования состояли из 3 этапов — плавание (1,5 км), велоспорт (40 км), бег (10 км).
Мужчины
| Спортсмен           | Соревнование      | Плавание | Велоспорт  | Бег      | Итоговое время | Место | Отставание |
| ------------------- | ----------------- | -------- | ---------- | -------- | -------------- | ----- | ---------- |
| Эрик ван дер Линден | личное первенство | 18:22,19 | 59:10,40   | 36:59,45 | 1:54:32,04     | 42    | +06:08,02  |
| Роб Барел           | личное первенство | 18:34,69 | 1:03:32,00 | 33:30,00 | 1:55:36,69     | 43    | +07:12,67  |
| Деннис Лоз          | личное первенство | 18:08,49 | 59:20,80   | 42:54,51 | 2:00:23,80     | 48    | +11:59,78  |

Женщины
| Спортсмен        | Соревнование      | Плавание | Велоспорт  | Бег      | Итоговое время | Место | Отставание |
| ---------------- | ----------------- | -------- | ---------- | -------- | -------------- | ----- | ---------- |
| Вике Хогзад      | личное первенство | 20:38,38 | 1:08:57,71 | 37:09,39 | 2:06:45,48     | 25    | +06:04,96  |
| Сильвия Пепельс  | личное первенство | 20:37,38 | 1:06:53,90 | 39:33,73 | 2:07:05,01     | 26    | +06:24,49  |
| Ингрид ван Любек | личное первенство | 20:54,08 | 1:08:45,80 | 39:49,12 | 2:09:29,00     | 33    | +08:48,48  |